# Lucky McKee
Edward Lucky McKee (Jenny Lind (Calaveras County), 1 november 1975) is een Amerikaans filmregisseur, producent en scriptschrijver. Hij won verschillende internationale filmprijzen voor zijn films May (2002) en The Woman (2011). McKee's films bevatten vaak een bovennatuurlijk- en/of horrorelement. De ene keer gebruikt hij dat als bloedserieus middel, de andere keer ter satire.
McKee putte voor zijn films meer dan eens uit het werk van schrijver Jack Ketchum. Zo regisseerde hij verfilmingen van diens boeken als de gelijknamige titels Red en The Woman en produceerde hij in 2005 de verfilming The Lost. Het verhaal van zijn succesfilm May schreef hij zelf, evenals dat van zijn regiedebuut All Cheerleaders Die (samen met Chris Sivertson) en dat van zijn bijdrage aan de filmreeks Masters of Horror, Sick Girl.

## Filmografie (als regisseur)
- Kindred Spirits (2019)
- Deathcember (2019, co-regie)
- Blood Money (2017)
- Tales of Halloween (2015, co-regie)
- All Cheerleaders Die (2013, remake)
- The Woman (2011)
- Red (2008, samen met Trygve Allister Diesen)
- The Woods (2006)
- Masters of Horror: Sick Girl (2006)
- May (2002)
- All Cheerleaders Die (2001)

## Filmprijzen
- Filmfestival van Sitges 2002 - beste script (May)
- Festival international du film fantastique de Gérardmer 2002 - Première Award (May)
- Málaga International Week of Fantastic Cinema 2003 - beste film (May)
- Málaga International Week of Fantastic Cinema 2003 - beste script (May)
- Málaga International Week of Fantastic Cinema 2003 - beste fillm jeugdjury (May)
- Filmfestival van Sitges 2011 - beste script, samen met Jack Ketchum (The Woman)
- Strasbourg European Fantastic Film Festival 2011 - beste internationale film (The Woman)
- Strasbourg European Fantastic Film Festival 2011 - publieksprijs (The Woman)

- Bibsys: 9069524
- Biblioteca Nacional de España: XX4605717
- Bibliothèque nationale de France: cb15521980b (data)
- Gemeinsame Normdatei: 138104360
- International Standard Name Identifier: 0000 0001 1684 2761
- Library of Congress Control Number: no2003092945
- Bibliotheek van het Japanse parlement: 001119749
- Nederlandse Thesaurus van Auteursnamen: 321798503
- Système universitaire de documentation: 162051638
- Virtual International Authority File: 90649915
- WorldCat: E39PBJfRB3G7x4q9Tgj73VQg8C